# Schlossbergalpe

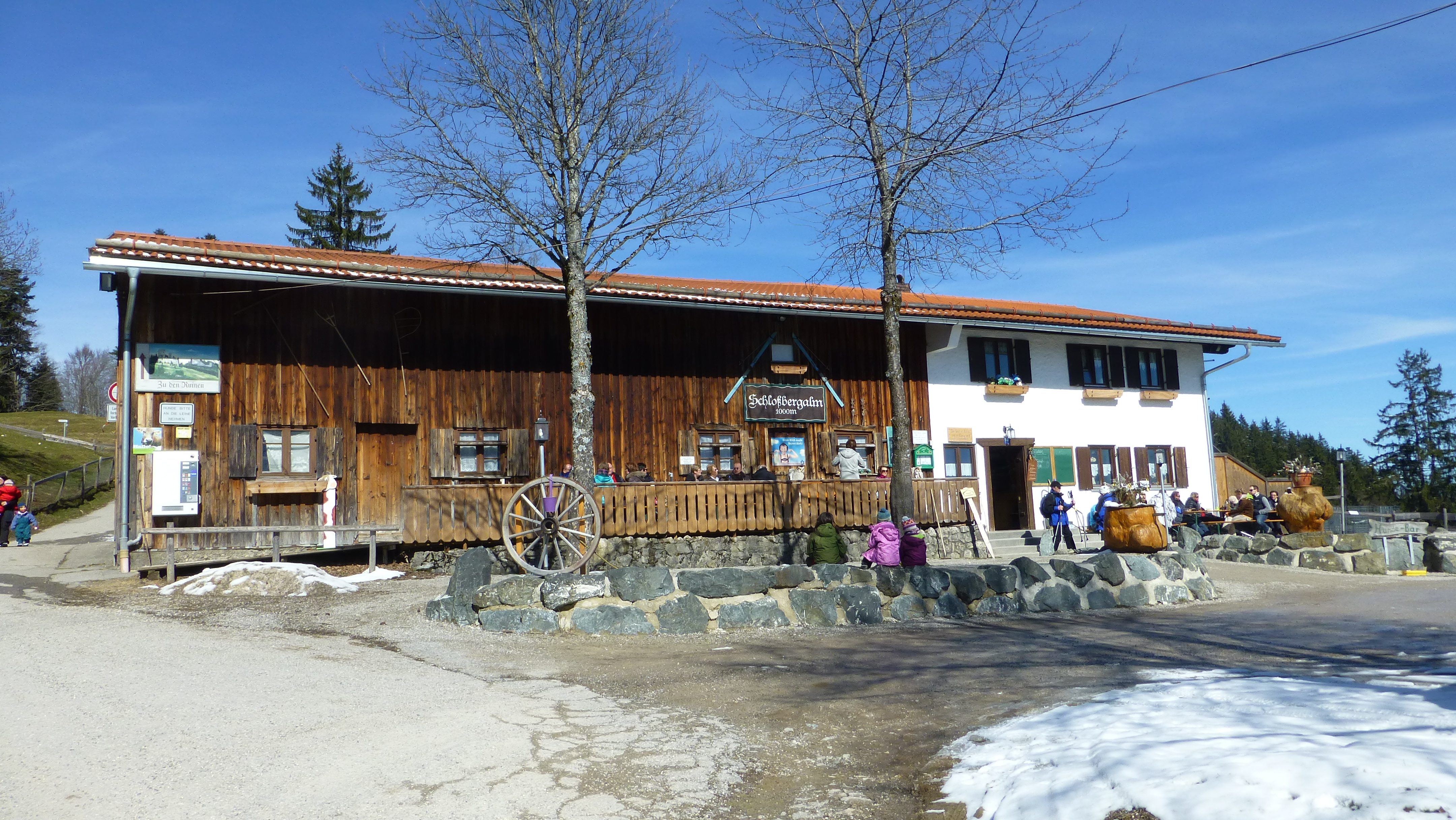
Schlossbergalpe

Die Schlossbergalpe, oft auch „Schlossbergalm“ genannt, liegt am Fuße der Burgruinen Eisenberg und Hohenfreyberg und oberhalb der Ortschaft Zell in der Gemeinde Eisenberg.

## Geschichte
Die Ersterwähnung der Schlossbergalpe datiert 1598, als die von Freyberg-Eisenberg ihren Besitz aufgeteilt haben. Dabei sollte an den neuen Besitzer der Burg Eisenberg, Werner Philipp von Freyberg-Eisenberg, auch noch am selben berg ain new erbawens hauß item städel, und stallungen wie auch pomgärtten, enger, und aygne vichwaiden zufallen. Dieses „neuerbaute Haus“ war der Wirtschaftshof der Burg. Er konnte nicht wie die anderen Bauerngüter im Ort innerhalb einer Familie weitergegeben werden, sondern er wurde beim Tod eines Inhabers von der Herrschaft neu verliehen. So bittet 1707 der Schlossbauer Martin Friedl, dass das Anwesen auch auf den Leib eines Kindes verliehen wird. Er werde dafür das „schon wieder baufällige Haus“ richten, wenn die Herrschaft das Bauholz stellt. Wegen dieser besonderen Verhältnisse wird das „Schlossgut“ nicht in den eisenbergischen Lehensbüchern erwähnt.
Der letzte Schlossbauer war Franz Friedl. 1835 bezog er ein neues Anwesen in Zell, das nun den Hausnamen „Schlossbauer“ erhielt. Aus dem Besitz des Freiherrn Joseph Friedrich von Freyberg-Eisenberg konnte er damals Felder im Wert von 180 Gulden erwerben. Die Schlossbergalpe wurde nun im Winter nicht mehr bewohnt und das Gebiet fortan als Weideland genutzt. Der erste bekannte Pächter war ab etwa 1900 Gottfried Angerer aus dem Eisenberger Ortsteil Speiden. Er ließ am Schlossberg 30–40 Milchkühe weiden und richtete im Hof eine „Käsküche“ ein. Von den 300–500 Liter Milch wurde Rundkäse hergestellt, der in der Umgebung seine Abnehmer fand. In den Sommermonaten wohnte die Familie von Freyberg zeitweise in der Alpe, wo ihr im ersten Stock ein Zimmer reserviert war.
Nachdem Angerer 1923 die Schlossbergalpe aufgegeben hatte, wurde sie vom Waisenhaus in Pfronten zur Versorgung der Vinzentinerinnen und der Heimbewohner gepachtet. Als dann die beiden kinderlosen Freiinnen Olga und Maria von Freyberg ihren Eisenberger Besitz veräußern wollten, konnte er 1938 von der (ehemaligen) Raiffeisenkasse Zell erworben werden. Der Kauf umfasste neben Hof, Garten und Ruinengelände rund 40 Hektar Wald und Weideland. Der Kaufpreis sollte in jährlichen Raten bis 1951 beglichen werden. Danach stand den Freiinnen bis zu ihrem Ableben eine monatliche Rente zu. Ihre Bedingung war außerdem eine Grabstätte im Zeller Friedhof, was 1948 beim Ableben der Maria von Freyberg erfüllt wurde. Auch ihre 1952 verstorbene Schwester fand hier ihre letzte Ruhestätte. Schon beim Verkauf war vereinbart geworden, dass eine Wald- und Weidegenossenschaft gegründet werden muss. Sie lässt noch immer das Gebiet bewirtschaften und hat die Alpe an Pächter vergeben, die zugleich den Hirtendienst versehen.

## Ausflugsgaststätte
Die Schlossbergalpe liegt auf rund 1000 m Meereshöhe und ist durch Wanderwege und eine Fahrstraße erschlossen. Von hier aus lassen sich gut die oberhalb liegenden Burgruinen besuchen. Mit der Zunahme des Tourismus entstand in der Alpe ein Gastronomiebetrieb, für den das Gebäude immer mehr renoviert und modernisiert wurde.
Auf der Terrasse kann der Besucher einen reizvollen Rundblick auf die Allgäuer Berge und das Füssener Land genießen. Bei klarer Sicht sind auch die Schlösser Neuschwanstein und Hohenschwangau zu sehen.